# Nœud de tête de bigue
Le nœud de tête de bigue est un nœud servant à relier trois perches en bois entre elles pour réaliser un tripode. Le tripode est à la base de nombreuses réalisations en froissartage, ce qui fait du nœud de tête de bigue l'un des principaux nœuds (avec le brêlage et le nœud de garniture) utilisés par les scouts pour leurs constructions.
Ce nœud s'effectue en trois étapes :
1. Le démarrage :On commence par attacher la ficelle par un nœud de cabestan sur l'une des perches du tripode.
2. Le tissage : On tourne autour des têtes des perches formant le tripode, en passant alternativement à l'intérieur, puis à l’extérieur du triangle formé des trois têtes de perche.
3. Le serrage final ou frappe : On tend le nœud, en serrant ce tissage à l'aide de plusieurs tours de frappe.

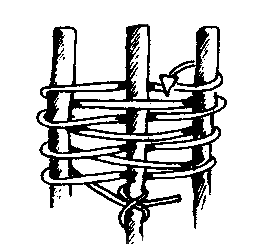
Début du nœud
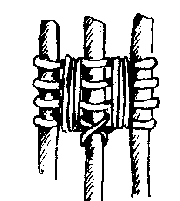
Serrage du nœud par des tours de frappe
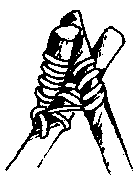
Tripode terminé